# Il cielo contromano (singolo)
Il cielo contromano è un singolo del cantautore italiano Deddy, pubblicato il 22 dicembre 2020 come primo estratto dal primo EP Il cielo contromano.

## Descrizione
Il brano, scritto da Alessio Nelli, Michele Canova Iorfida, Leonardo Zaccaria e Vincenzo Colella, è prodotto da Michele Canova Iorfida.

## Brano musicale
Il brano musicale è stato pubblicato il 14 maggio 2021 attraverso il canale YouTube della Warner Music Italy.

## Promozione
Il brano è stato presentato in anteprima nel corso della ventesima edizione del talent show Amici di Maria De Filippi.

## Tracce
Testi e musiche di Alessio Nelli, Michele Canova Iorfida, Leonardo Zaccaria e Vincenzo Colella.
1. Il cielo contromano – 3:09

## Classifiche
| Classifica (2021) | Posizione massima |
| ----------------- | ----------------- |
| Italia            | 33                |